# 다 브랫

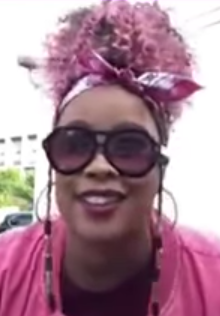

다 브렛(Da Brat, 본명: Shawntae Harris , 1974년 7월 14일 ~ )은 미국의 여성 래퍼이다. 그의 데뷔 앨범은 'Funkdafied'이며 여성 래퍼 최초로 플래티넘급 앨범을 발매했다.

## 생애

### 유년기
그녀는 미국 시카고에서 출생하였다. 그녀는 어렸을 때 할아버지와 엄마 손에서 컸으며, 1992년 '마셜 하이스쿨'을 졸업했다.

### 1992 ~ 1997: 데뷔
1992년 MTV에서 주관하는 랩배틀 페스티벌에서 우승을 하였다. 이어서 그녀는 저메인 듀프리의 소 소 데프 레코드로 픽업됐으며, 여자 스눕 독이라는 별명을 얻기도 했다.
1994년 그녀는 첫 앨범 'Funkdafied'을 발매한다. 이 앨범으로 앨범차트에서 1위를 하고, 최초의 여성 래퍼로써 플래티넘급 앨범을 인정받는다. 그녀는 싱글들로 모두 빌보드 200에서 상위권에 진입한다. 다 브랫은 G-funk의 여제가 되었다.
1996년 여름, 그녀는 머라이어 캐리의 'Always Be My Baby Remix', 'Honey Remix'에 참여한다. 이 곡에는 릴킴, 미시 앨리엇, 레프트 아이 등이 참여한다.

### 1998 ~ 2000: 솔로 재개와 활동
그녀는 1997년에도 머라이어 캐리, 미시 앨리엇 등의 뮤지션의 앨범에 참여한다. 1999년에는 데스티니 차일드의 'Jumpin Jumpin' 리믹스에 바우 와우, 저메인 듀프리와 함께 참여한다.
2000년 그녀는 앨범 'Unrestricted'을 발매, 싱글인 'That's What I'm Looking For'(미국에서 56위), 'What Chu Like' (미국에서 26위)를 차지한다.
2001년 래퍼 루다크리스와 함께 머라이어 캐리의 'Loverboy remix'에 참여한다. 같은 해 머라이어 캐리가 주연으로 나오는 영화 'Glitter'에 'Louise'로 출연한다.
2003년 네 번째 앨범인 'Limelite, Luv & Niteclubz'을 발매한다. 앨범에는 저메인 듀프리, M.O.P., 머라이어 캐리 등이 참여한다.
VH1에 'The Surreal Life'에 출연한다.

### 2005 ~ 현재
2005년 'Dem Franchize Boyz'의 'I Think They Like Me'에 참여한다. 이 곡에는 바우 와우와 저메인 듀프리도 참여한다. 이 곡은 빌보드 알앤비/랩차트에서 1위를 기록한다. 또한 켈리 로우랜드, 머라이어 캐리의 바운스 트랙에도 참여한다.
2007년 방송 프로그램 ' Celebrity Fit Club'에 출연한다.
2007년 10월 31일 미국 아틀란타에 있는 한 클럽에서 한 여성을 술병으로 머리를 강타한 게 밝혀져 복역 중이다.